# Tasa de rebote
La tasa o porcentaje de rebote (en inglés, bounce rate) es un término utilizado en los análisis del tráfico de visitantes de las web de Internet. Un rebote (en inglés bounce) se produce cuando un navegante abandona el sitio después de haber visto una sola página web, en unos pocos segundos.
Muchos sistemas de estadística fijan el tiempo para que una visita se considere rebote en 30 segundos: un visitante se define como "desinteresado" si abandona la página antes de 30 segundos. El límite de 30 segundos es un valor de referencia que en algunas aplicaciones de software comercial, se está bajando a 5 segundos para evitar "counter terrorism" (gente que recarga las páginas varias veces para falsificar las estadísticas de una web).
Un bajo porcentaje de abandono indica una buena organización de los contenidos y un aspecto gráfico correcto, que invita al visitante a continuar la exploración del sitio web. La definición analítica de la tasa de rebote de un sitio web es el número de visitantes que visitan una sola página del sitio (por sesión de navegación) dividido por el número total de visitantes:
{\displaystyle {R_{b}}{=}\left({\frac {T_{v}}{T_{e}}}\right)}
Donde:
- Rb = Tasa de rebote
- Tv = Número total de visitas que visualizan una sola página web
- Te = Número total de visitas a la página web.